# La mano de un hombre muerto
La mano de un hombre muerto (The Sadistic Baron Von Klaus o Le sadique Baron Von Klaus en sus versiones internacionales) es una película de terror española estrenada en 1962 y dirigida por Jesús Franco.

## Trama
En la pequeña ciudad centroeuropea de Holfen (Alemania) se suceden una serie de crímenes que tienen por víctimas a bellas y jóvenes mujeres. Mientras la policía trata de esclarecer los hechos, y atrapar al culpable, los lugareños sospechan que todo es el fruto de una antigua maldición que pesa sobre los señores de la zona, los barones Von Klaus. Más concretamente, sus denuncias se centran en el descendiente del sádico barón Ludwig Von Klaus. Sin embargo un inspector de policía y un intrépido periodista tratarán de demostrar que la verdad es mucho menos esotérica.

## Reparto
- Ana Castor - Lida
- Howard Vernon - Barón Max Von Klaus
- Paula Martel - Karina
- Georges Rollin - Inspector Borowski
- Hugo Blanco - Ludwig Von Klaus
- Gogó Rojo - Margaret
- Manuel Alexandre - Teo
- Emilio Alonso - Sargento de policía
- José Carlos Arévalo - Helmund
- José Luis Coll - Huésped
- Fernando Delgado - Karl Steiner
- María Francés - Elisa Von Klaus
- Serafín García Vázquez - Hansel
- Marius Lesoeur - Hombre que bloquea el tráfico en un puente
- Miguel Madrid - Fritz
- Ángel Menéndez - Doctor Kalman
- Turia Nelson - Dorian Vincet
- Joaquín Pamplona - Editor de Karl Steiner

## Producción

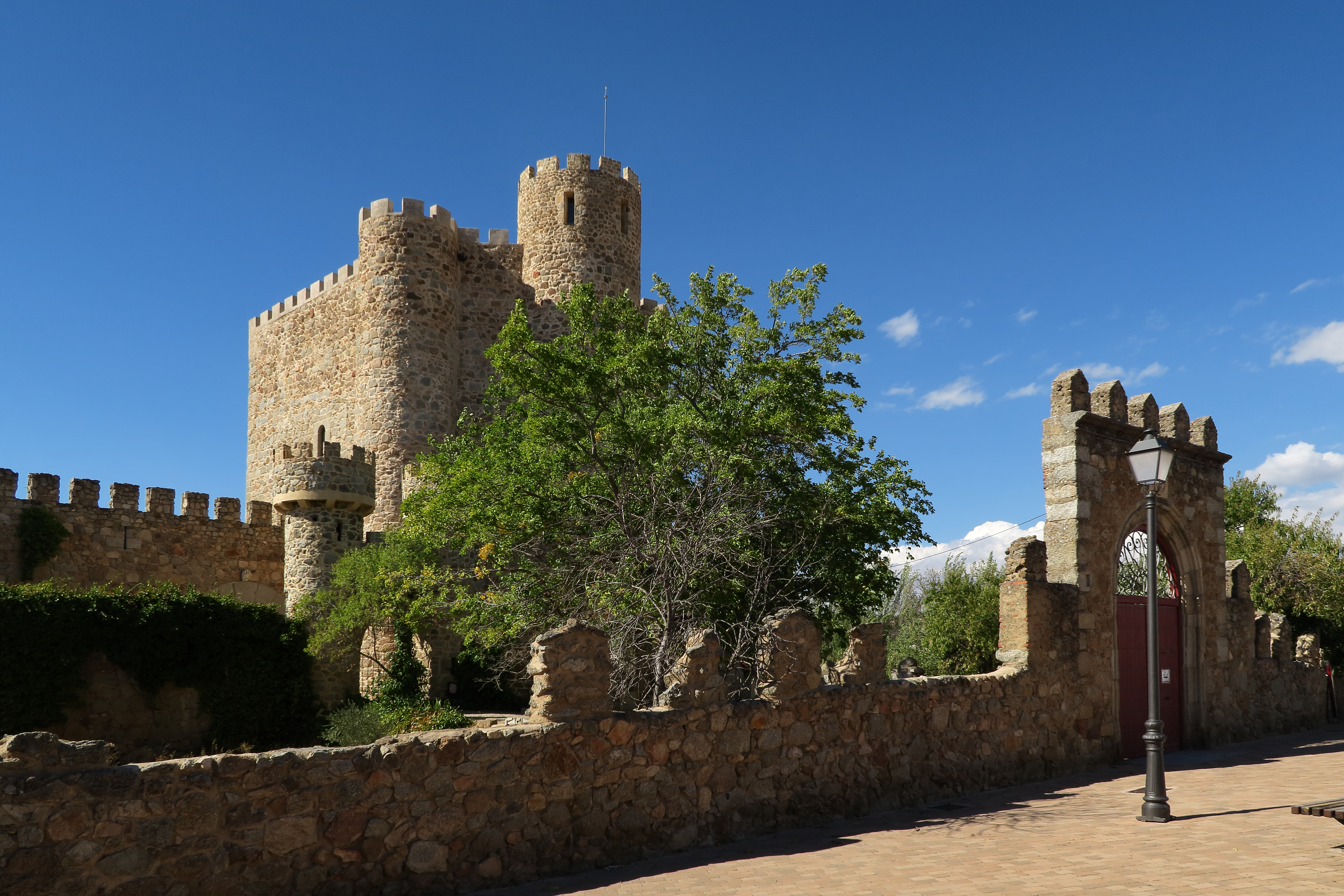
El Castillo de la Coracera uno de los lugares de rodaje de La mano de un hombre muerto.

Tras su anterior película, La muerte silba un blues, el siguiente proyecto de Jesús Franco fue una adaptación de una novela que ya había escrito bajo el seudónimo de David Khune. Coproducción hispano-francesa con predominio de capital español, el rodaje se desarrolló entre los Estudios Ballesteros y el castillo de la Coracera (Madrid) y un pueblo cercano a Saint-Jean Pied de Port (Francia). 
A lo largo de la trama la película sigue el procedimiento de inquirir quién es el criminal a expensas de que el espectador lo descubra. Entre el reparto, con un destacado estilo coral, destacan las presencias de algunos célebres secundarios del cine español como José Luis Coll o Fernando Delgado. Fue la segunda ocasión en que Howard Vernon, como papel protagonista y habitual en la filmografía del realizador, colaboró con Jesús Franco.

## Recepción
La película tiene, en general, críticas positivas en los portales de información cinematográfica.
Carlos Aguilar en su libro Jesús Franco (Cátedra, 2011) reseña que "Se ve con respeto pero sin demasiado interés, y sólo brilla, pero intensamente, en las escenas en que Franco pudo desatar, por fin, la debilidad por el horror lascivo que había infiltrado en Gritos en la Noche, la querencia por la violencia en la acepción sadiana del concepto, escenas ésas cuidadas al milímetro y de una eficacia estremecedora".
Los usuarios de FilmAffinity valoran la película con una puntuación de 6,2 sobre 10 con 67 votos.

"He visto otras de este director y pensé que iría de lo mismo; no resultó lo que pensé, fue mejor. Más que correcta esta película que cuenta con un argumento ya visto, pero resulta sólido y fluido. Pensé que sería una cinta atípica y cutre, pero ofrece calidad actoral, buena música y una fotografía bien lograda; además de escenas que para la época claro que son de gran valía y resultan muy atractivas. Una grata sorpresa ver este cine de Jess Franco, terror con un sello y características propias que no le piden nada a nadie."
Crítica de Orlok en FilmAffinity 

En IMDb la película alcanza una valoración, con 422 votos, de 6,1 sobre 10.

"Aquí hallamos otra película inicial de Franco, rescatada para DVD, que demuestra que una vez fue un director a tener en cuenta. La espeluznante atmósfera en blanco y negro, con personajes que mantienen diálogos ingeniosos (...). Recuerda con intensidad su anterior película de Orloff (de hecho, algunos escenarios de escena y técnicas de iluminación parecen idénticos), pero lleva el sadismo aún más lejos con una escena de tortura de una sexy camarera que supera los límites de principios de los 60's. La partitura de jazz y las habituales escenas de cabaret ayudan a mantener un tono ligero a pesar de la preponderancia de las escenas de diálogo."
Crítica de GoblinHairedGuy en IMDB 

Los usuarios de RottenTomatoes, por su parte, otorgan a la película una valoración de 3,2 sobre 5 con 107 puntuaciones.

"Es una película decente del primer Franco. Esta es fácilmente la película de Franco más suave y menos defectuosa que he visto pero también es la menos interesante. La producción y la fotografía son de mayor calidad que en sus trabajos posteriores pero la historia parece menos ambiciosa y es más genérica. Aunque algo decepcionante la estética general es menos frustrante que la habitual en el director y tiene algunas similitudes intrigantes con los giallo."
Crítica de Camden M en RottenTomatoes 